# 美洲拉蒙鸡
美洲拉蒙鸡（Lamona）是一种已灭绝的鸡品种，原产于美国。由哈里·S·拉蒙于20世纪培育并流通，但随后被其他鸡品种所代替，于20世纪80年代，该品种种群已经很稀少，有一些环保主义者对其进行了保护。于2005年，仅存有1-2个繁殖种群，之后没有对其进行培育和繁殖。
美洲拉蒙鸡虽然重量大于Leghorn，但小于large Plymouth Rock和Dorking。曾被认为是美国市场上理想的肉食鸡。